# 斯氏石鮰
斯氏石鮰為輻鰭魚綱鯰形目北美鯰科的其中一種，被IUCN列為次級保育類動物，分布於北美洲美國田納西河流域，體長可達4.2公分，棲息在礫石底質的溪流。

## 擴展閱讀
維基物種上的相關：斯氏石鮰